# Ношовице
Ношовице (чеш. Nošovice) је насељено мјесто са административним статусом сеоске општине (чеш. obec) у округу Фридек-Мистек, у Моравско-Шлеском крају, Чешка Република.

## Становништво
Према подацима о броју становника из 2014. године насеље је имало 990 становника.

## Привреда
Ношовице су познате по Хјундаијевој фабрици аутомобила и пивари Radegast.